# Wilhelm Adolf Lindau
Wilhelm Adolf Lindau  (* 24. Mai 1774 in Düsseldorf; † 1. Juni 1849 in Dresden) war ein deutscher Jurist, Übersetzer und Schriftsteller.

## Leben
Im Besonderen wurde er als Übersetzer der Werke von Sir Walter Scott bekannt. Von 1832 bis 1834 lebte er in Leipzig und redigierte dort das Conversationslexikon der neuesten Zeit und Literatur.

## Werke (Auswahl)
Romane
- Heliodora. Meißen 1799 f., 2 Bde.
- Erminia. Meißen 1800
- Adolar. Freiberg 1802, 2 Bände[1]
- Der Tempelherr. Leipzig 1804, 2 Bände
- Erzählungen. Leipzig 1827

Geographische Beschreibungen
- Geschichte Schottlands. Dresden 1824, 4 Teile
- Merkwürdigkeiten Dresdens und der Umgegend Dresden. Dresden 1826
- Geschichte Irlands. Dresden 1829
- Taschenbuch für den Besuch der sächsischen Schweiz und der angrenzenden Gegenden Böhmens. Dresden, Leipzig, 1831

als Übersetzer
- Reise von Konstantinopel durch Rumelien, das Balkangebirge, Bulgarien, die Walachei, Siebenbürgen und Ungarn: Ein Beitrag zur neuesten Kunde des türkischen Reiches. Dresden, Leipzig 1828 (engl. Original von Robert Walsh)[2]
- Dalmatien und Montenegro. Mit einem Ausfluge nach der Herzegowina und einer geschichtlichen Uebersicht der Schicksale Dalmatiens und Ragusa’s. Leipzig 1849 (engl. Original von John Gardner Wilkinson)[3]
- Elisabeth oder Die Verbannten nach Siberien / Nach Sophie Cottin ; bearbeitet vom Verfasser der Heliodora, das ist Wilhelm Adolf Lindau – Leipzig : Hinrichs, 1808

Werke von Jane Austen, Cumberland, Edgeworth, Walter Scott, Washington Irving und anderen